# Gen Kitchen

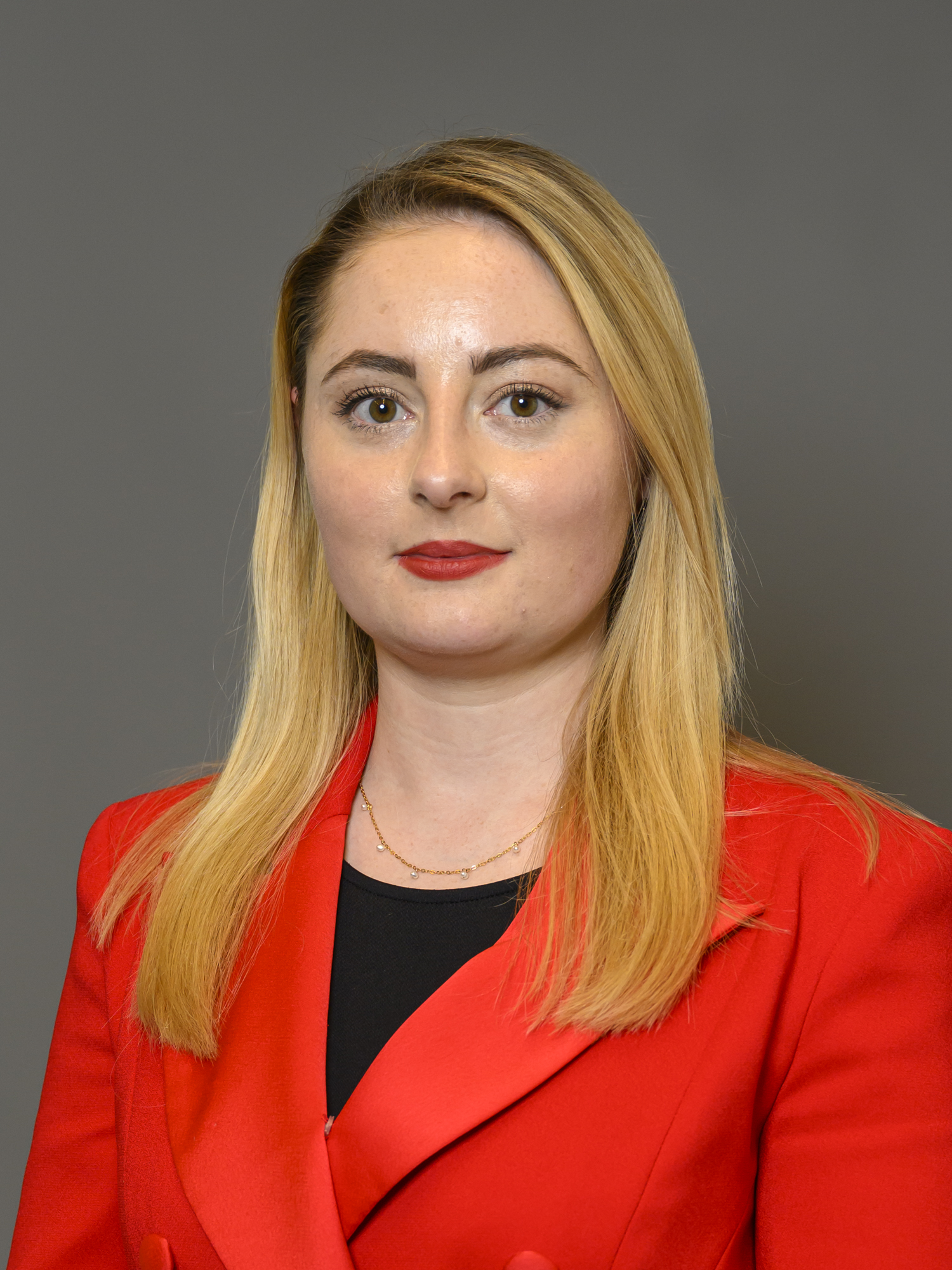
Gen Kitchen (2024)

Genevieve Victoria Kitchen (geboren am 13. Mai 1996) ist eine britische Politikerin. Seit der Nachwahl vom 15. Februar 2024 im Wahlkreis Wellingborough in Northamptonshire ist sie Abgeordnete im britischen Unterhaus für die Labour Party. Zuvor war sie von 2018 bis 2022 Mitglied im Newham Council in Greater London.

## Kindheit, Schule, Studium
Kitchen ist die Tochter zweier Veteranen der Royal Navy und wuchs in Northamptonshire auf. Sie besuchte die Caroline Chisholm School in Northampton, die John Hellins Primary School in Towcester sowie die Kingsbrook Secondary School (jetzt Elizabeth Woodville School) in Roade, einem Dorf in Northamptonshire. Anschließend studierte sie an der Queen Mary University of London.

## Berufliche und politische Laufbahn
Kitchen hat als Spendensammlerin im Wohlfahrtsektor gearbeitet.
Als Ratsmitglied im London Borough of Newham repräsentierte sie den Ward Boleyn.
Bei der Unterhauswahl von 2019 kandidierte Kitchen für die Labour Party im Wahlkreis South Northamptonshire gegen die Konservative Andrea Leadsom. Im November 2023 wurde sie als Kandidatin für den Wahlkreis Wellingborough bei der bevorstehenden Nachwahl ausgewählt. Nachdem die Petition zur Abberufung von Peter Bone erfolgreich war, startete sie ihre Kampagne für die Nachwahl in Wellingborough 2024, die sie auch gewann. Sie wurde dabei von früheren konservativen Vorsitzenden des Gemeinderats der Stadt unterstützt.

## Persönliches
Kitchen heiratete im Oktober 2023. Die Flitterwochen musste sie wegen des Wahlkampfes verkürzen.